# 李世鎬 (清朝)
李世镐，字西京，山東萊州府胶州人。清朝政治人物、進士出身。

## 生平
明崇禎十五年（1642年）壬午科山東鄉試舉人。清顺治三年（1646年）登进士，官工部主事。二十八岁时，卒于省亲途中。